# Předdynastická doba

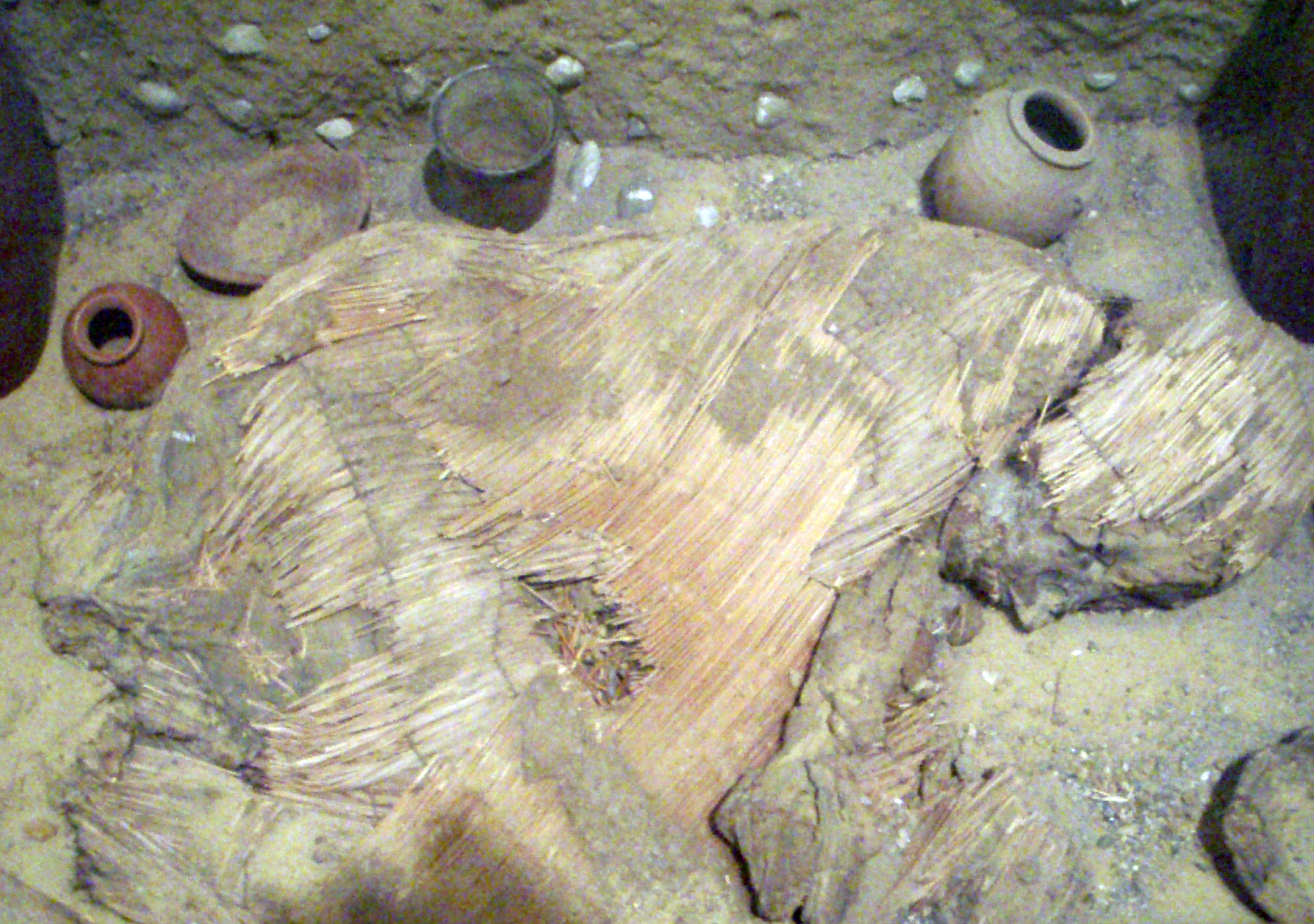
Rekonstrukce hrobu z předdynastického období. Royal Ontario Museum.

Předdynastická doba je období dějin starověkého Egypta mezi roky 5 300 až 3 000 př. n. l. Toto období končí sjednocením Egypta panovníkem Narmerem kolem roku 3000 př. n. l. a obdobím vlády 0. dynastie v Egyptě.
Předdynastickou dobu můžeme obecně rozčlenit na kulturní období nazvaná po nalezištích, kde byly tyto kultury poprvé objeveny. Tyto kultury však nemohou být interpretovány jako oddělené, ale jako subjektivní celky používané k usnadnění studia celého období.
Nejvíce nalezišť z tohoto období se nachází v oblasti Horního Egypta, protože zde byly nejpříhodnější podmínky pro zachování artefaktů z této doby a jejich nalezení. Sídla nacházející se v nilské deltě byla postupně překryta nánosy bahna při každoročních nilských záplavách.

## Kultury v Dolním Egyptě

### Fajjúmská kultura

Mapa znázorňující, kde se v Egyptě nachází oáza Fajjúm

Tato kultura se rozvinula v okolí původního jezera Fajjúm (dnes oáza Fajjúm) ve starověkém Egyptě v období 5450–4400 př. n. l. Byla zde nalezena skupina do země zapuštěných sil na obilí, která je důkazem, že se zde poprvé v Egyptě stalo hlavním zdrojem obživy zemědělství. Tato kultura se nazývá též Fajjúm A. Podle podobnosti nástrojů se předpokládá, že Fajjúmská kultura se vyvinula z karunienu (nazývána také kulturou Fajjúm B), která je datována kolem roku 7 050 př. n. l. Později ovlivnila Merimdskou kulturu.
- Keramika a další výrobky

Keramika je jednoduchých tvarů a má hrubý povrch. Po vypálení byl její povrch leštěn a zdoben tenkou červenou vrstvou, ale bez žádného vzoru. Byly nalezeny kosmetické palety z núbijského dioritu, korálky ze zeleného živce a lastury z pobřeží Středozemního a Rudého moře. Tyto nálezy vedou k domněnce, že mohly být navázány kontakty se vzdálenými místy. Měděné nástroje nebyly nalezeny.
- Hospodářství

Chovaly se ovce, kozy a prasata. Pěstoval se šestiřadý ječmen a špalda, pravděpodobně také len. Posledním zdrojem potravy byl rybolov.
Protože sila byla uspořádány ve skupinách, domnívají se archeologové, že zemědělské produkty byly vlastnictví celého sídliště. Jedna skupina byla ze 109 sil o průměru 30–150 cm a hloubce 30–90 cm, což vytvářelo velký skladovací objem.
- Následující kultura

Z Fajjúmské kultury, Merimdské kultury a kultury el-Omari vznikla pravděpodobně kultura Maadí. Tato kultura byla ovlivněna též kulturami Předního východu a později kulturou Nakáda I.

### Kultura Maadí
Tato kultura se rozvinula v severní části starověkého Egypta v období 4000–3200 př. n. l. Nazvána je podle naleziště Maadí, které se nachází na předměstí dnešní Káhiry. Mezi další naleziště patří el-Gerza, Hazar, Abúsír el-Melek, Minšat abú-Omar. Z nálezů je patrné, že tato oblast byla křižovatkou kultur ze Západní pouště, Palestiny a kultury Nakáda I. z jihu. Po roce 3200 př. n. l. byla tato kultura postupně nahrazena kulturou Nakáda.
- Původ kultury Maadí

Kultura Maadí navazovala na Merimdskou kulturu, Fajjúmskou kulturu (fajjúmien) a kulturu el-Omari. Ovlivněna byla též kulturami Předního východu a později kulturou Nakáda I.
- Hroby

Do dnešní doby se zachovaly spíše pozůstatky sídlišť než hrobů. Z nálezů lze odvodit, že společenství nebylo hierarchicky rozvrstvené. Zemřelí byli pohřbíváni v oválných jamách ve skrčené poloze, obaleni rohoží nebo látkou. Na rozdíl od kultury Nakáda, kde byla výbava bohatší, zde byly do hrobu přidávány pouze jedna nebo dvě nádoby.
Při podrobnějším průzkumu, můžeme sledovat postupný vznik sociálních vrstev. Některé hroby jsou lépe vybavené než jiné, ale tento rozdíl není tak nápadný, jako u kultury Nakáda.
- Sídliště

Zachovaly se zbytky tří typů obydlí. Prvním bylo obydlí tesané ve skále s oválným půdorysem s rozměry 3x5 m a hloubkou až 3 m. Vstup byl vyhloubeným průchodem. Podobné osady se nacházely v jižní Palestině.
Druhým typem byl oválný dům ze stěn ze sušených cihel s venkovním ohništěm a částečně zapuštěnými stavbami pro zásoby. Předtím typem byl pravoúhlý dům se stěn vyrobených pravděpodobně z rostlinných materiálů, protože se po nich zachovaly pouze otisky. Druhý a třetí typ obydlí byl používán v této době i jinde v Egyptě.
- Keramika

Nálezy z nejstarší doby naznačují souvislost se saharskou neolitickou kulturou, kde keramika byla zdobena otisky šňůr nebo pokryty čarami vytvářenými hřebenem. Během období kultury Maadí však keramika nebyla téměř zdobena, pouze na některých byly po vypálení vyryty značky. Měla kulovitý tvar s širokým, plochým dnem, úzkým hrdlem a nálevkovitě rozšířeným okrajem.
Nalezeny byly též nádoby dovezené – s červeným povrchem a s černým okrajem, z oblasti Nakády I. a keramika na nožce vyrobená z vápenité hlíny používaná k dovozu oleje, vína a pryskyřice z Palestiny.
- Další výrobky

Na výrobu mnoha výrobků (jehel, harpun, holí, sekerek, lopatek) se používalo mědi, stejně jako v té době v oblasti Palestiny. Při vykopávkách byly nalezeny hřebeny a břidlicové kosmetické palety z Horního Egypta. Ty byly považovány za luxusní zboží a pro běžnou potřebu se používaly palety z vápence. Válečné palice měly diskovitý tvar, který se používal též v Horním Egyptě v období Nakády I a Nakády II (4000–3200 př. n. l.).
- Hospodářství

Kultura Maadí byla kulturou usedlých pastevců a zemědělců. Chovala se prasata, skot, kozy, ovce, osli, psi. Pěstoval se ječmen, pšenice, hrách, čočka.

## Kultury v Horním Egyptě

### Badárská kultura

Mapa znázorňující rozšíření badárské kultury

Tato kultura pochází z období 4400 – 4000 př. n. l. Předcházela jí pravděpodobně Merimdská kultura. Název kultury pochází z naleziště Badárí poblíž Sohágu. Nálezy patřící Badárské kultuře byly objeveny i mimo okolí Badárí – na jihu v Armantu, el-Kábu a Hierakonpolis, na východě ve Wádí Hammámátu. V této doby vzniklo město Nechet, ale ještě nenabylo svého budoucího významu.
- Původ badárské kultury

Původně se archeologové domnívali, že tato kultura přišla z jižní části Egypta, kde se nenachází vápenec. Vedly je k tomu nálezy kamenných nástrojů, které nebyly vyrobeny z rohovce.
Technika výroby je však zřejmě příbuzná s technikou používanou v mladším neolitu v Západní poušti. Keramika s jemným zdrsněním povrchu tak může být pokračováním saharské tradice hlazené keramiky. Badárská kultura by pak přišla z této oblasti.
- Hroby

V lokalitě Badárí bylo nalezeno asi 600 hrobů a 40 osad. Všechny hroby mají tvar jednoduché jámy, do níž byli zemřelí pohřbeni. Těla leží většinou na rohoži a jsou v uvolněné skrčené poloze na levém boku, a hlavou k jihu a tváří k západu. Pohřební výbava ukazuje na nerovnoměrné rozdělení bohatství. Bohatší hroby jsou shlukovány do jedné části pohřebiště.
- Keramika

Keramika, která je obsažena v hrobech patří k typickým prvkům badárské kultury. Tvary nádob jsou jednoduché a patří mezi ně hlavně poháry a misky s rovným okrajem a zakulaceným dnem. Mnoho nádob má černý okraj, ale mají hnědší povrch než keramika z období Nakáda I. Typickým znakem je jemné zdrsnění povrchu nádob hřebenem. Za charakteristické se považují také nádoby na nožce.
- Další výrobky

Kamenné výrobky tvoří různé úštěpy a čepele. Mezi nástroji převládají škrabadla a děrovače, sekery, srpy a hroty šípů s konkávní základnou.
Dalšími nalezenými výrobky jsou spony do vlasů, hřebeny, náramky a korálky z kosti a slonoviny. Tvar kosmetických palet používaných k roztírání líčidel je omezen na podlouhlé obdélníkové nebo oválné tvary.
Byly také nalezeny hliněné a slonovinové sošky. Některé byly ztvárněny poměrně realisticky, ale některé byly i dosti stylizovány. V malém množství se již objevila i kovaná měď.
- Hospodářství

Nálezy z osad dokládají zemědělství a pastevectví. V sýpkách byla nalezena pšenice, ječmen, čočka a hlízy. V Hammáji byly objeveny ohrady pro ovce a kozy. Důležitým doplňkem stravy byl rybolov.
Mořské lastury nalezené v hrobech svědčí o kontaktech s pobřežím Rudého moře. Měď by mohla pocházet z Východní pouště nebo ze Sinaje.
- Následující kultura

Původně byla badárská kultura považována za časově oddělenou kulturu, z níž se vyvinula kultura Nakáda. Existují však domněnky, že badárien se časově shodoval s nejstarší fází Nakády, s Nakádou I. Protože vývoj Nakádské kultury probíhal jižněji než je centrum badárské kultury, je možné, že zde badárien přetrval delší dobu.

### Nakádská kultura
Tato kultura byla rozšířena v období 4 400 až 3 000 př. n. l. kolem naleziště Nakáda nacházejícího se v jižním Egyptě na západním břehu Nilu, 30 km vzdálené od Luxoru. Existovala i na dalších místech, jako například v Badari, v Gerzehu, v Nechenu (řecky Hierokonpolis) a v Qau. Z období této kultury se zachovalo mnoho pozůstatků, umožňujících zdatování celé egyptské kultury.
Kultura Nakáda byla rozdělena na tři kratší části – Nakáda I (dříve amratská kultura), Nakáda II (gerzenská kultura), Nakáda III (semainianská kultura).

#### Nakáda I (kolem 4400–3500 př. n. l.)

Mapa znázorňující rozšíření kultury Nakáda I. ve starověkém Egyptě.

Toto období je také nazýváno amratien nebo amratské období podle naleziště el-Amra v Horním Egyptě.
Tato kultura byla rozšířena na území od naleziště Matmar na severu až k nalezišti Chór Bahan na jihu.
- Původ kultury Nakáda I

Původně byla za předchůdce této kultury považována badárská kultura, z níž se vyvinula kultura Nakáda I. Existují však domněnky, že badárien se časově shodoval s touto fází Nakády. Protože vývoj Nakádské kultury probíhal jižněji než je centrum badárské kultury, je možné, že zde badárien přetrval delší dobu.
- Hroby

Zemřelí byli pohřbíváni stejně jako v badárské kultuře ve skrčené poloze na levém boku, s hlavou směřující k jihu a tváří obrácenou na západ. Amerská kultura se však liší od badárské pohřební výbavou a keramikou. V Nechenu byly nalezeny dva hřbitovy s malovanými hrobkami a bohatou výbavou (pazourkové dýky, zlato, slonovina, kosmetické palety).
- Keramika

Keramika má na počátku tohoto časového období červený povrch s černým okrajem. Postupně však typ této keramiky mizí a i výzdoba jemným zdrsněním ustupuje. Objevuje se hladká červená keramika s plastickou výzdobou a bíle malovanými vzory s motivy geometrickými, zvířecími a rostlinnými. Někdy se objevuje i zobrazení lodi a lidských postav. Zobrazován je lovec (postava s lukem vedoucí na provazech psy) nebo vítězný bojovník (dvě postavy, z níž jedna je výrazně menší a má svázané ruce, nebo je nemá vůbec).
- Další výrobky

Kosmetické břidlicové palety začínají být vyřezávány do siluet zvířat z Nilského údolí.
- Hospodářství

Společnost byla pravděpodobně již sociálně rozvrstvená a nálezy v hrobech naznačují tendenci k hierarchické organizaci.
Mezi domestikovaná zvířata patří v této době kozy, ovce, skot a prasata (zvířata byla nalezena jako obětní dary nebo jako malé hliněné sošky). Pěstoval se ječmen, pšenice, hrách, vikev a cicimek jujuba.
V Nechenu byly objeveny zbytky 4*3,5 metru velkého hrnčířova příbytku s dílnou. Stěny byla postavena z vepřovic. Ve stejném městě se dochovaly zbytky dvorce pravděpodobně chovatele dobytka s velkými nádobami. Také se dochovaly zbytky pivovaru s osmi varnými káděmi. Dle vědců mohl pivovar obstarat denní spotřebu piva až pro 300 lidí.
- Náboženství

Dlouho po ztrátě svého politického významu si Nechen udržel postavení kultovního střediska božského patrona faraonů.
Nechen byl také kultovním městem sokolího boha Hora, kterému byl na tomto místě zasvěcen jeden z nejstarších chrámů v Egyptě. Dlouho po zániku města jako významného sídle existovala ve starověkém Egyptě úcta k duším Bau z Pe a Nechenu (jedna duše měla být z Pe, druhá z Nechenu). Mělo se jednat o předky prvních faraonů. Též měly pomáhat faraonům při cestě do podsvětí. Bau z Nechenu měla hlavu šakala.
Uprostřed města se nacházela svatyně. Před budovou se nacházel oválný dvůr o rozměrech 40*13 m. Tento dvůr byl obklopen rákosovým plotem omítnutým hlínou. Později byla přistavěna zeď z vepřovic. Naproti od vchodu do svatyně se nacházela kulatá jáma, do níž byl zřejmě postaven stožár. Svatyně fungovala přibližně 500 let a byla několikrát přestavěna. U svatyně se nalezly střepy lahví a kosti krokodýlů (nilských či bahenních), hrochů, gazel a divokých koz. Také došlo k nálezu střepů s vyrytou podobiznou egyptské bohyně plodnosti Bat a obrázkem zajatkyně ovládané znakem krále Horního Egypta.

#### Nakáda II (kolem 3500–3200 př. n. l.)
Tento časový úsek se též nazývá gerzská kultura nebo zkráceně gerzean podle naleziště Girza (el-Gerza).
Tato kultura se rozšířila ze svého centra v okolí lokality Nakáda na sever do Nilské delty a na jih do Núbie. V Dolním Egyptě však převládala kultura Maadí.
V Horním Egyptě se s touto kulturou nacházela tři velká střediska – Nakáda, Hierakonpolis a Abydos. Kolem Nilu však existovalo množství menších osad.
- Hroby

Pokračovalo pohřbívání význačných jedinců do větších a stavebně složitějších hrobů, které započalo během období Nakáda I. Tyto hroby byly rozčleněny přepážkami ze sušených cihel s odděleními pro obětiny. Objevují se náznaky balení zemřelého do pruhů plátna (začínající balzamování) a skupinové pohřby. Chudší vrstvy však byly i nadále pohřbívány do malých oválných jam spoře vybavených obětními dary.
- Keramika

Vyráběla se keramika s hrubým povrchem, používaná jako užitková, a slínová keramika z vápenité hlíny, pocházející pravděpodobně z pouštních wádí. Tato keramika byla používána jako obětní dar a byla zdobena okrově hnědou nebo rudou výzdobou na smetanově bílém podkladu. Převládajícím motivem výzdoby byla loď s kajutami a standartami. Objevují se zvlněná ucha.
- Další výrobky

V tomto období došlo k rozvoji technologií těžby a opracování kamene, z něhož byly vyráběny kamenné nádoby.
Kosmetické palety nabývají jednoduchých pravoúhlých a kosodélníkových tvarů, ale začínají být zdobeny reliéfy. Zlepšilo se zpracování mědi, z níž začaly být vyráběny též sekery, čepele, náramky a prsteny.
V této době se stává symbolem moci kamenná nebo hliněná palice, která je později typickou zbraní, kterou drží vítězný faraon
- Hospodářství

Kromě produktů pěstovaných v předchozím období se pěstoval navíc len, vodní melouny a datle. Domestikován byl pes.

#### Nakáda III (kolem 3200–3000 př. n. l.)
Toto období se též nazývá semainianské (podle pohřebiště poblíž es-Semainy).
V období Nakáda III. docházelo ke stěhování obyvatel z Horního Egypta směrem na sever a zakládání zdejších osad. Důvodem mohla být snaha ovládnout obchod s ostatními oblastmi východního Středomoří. Původní kultura Dolního Egypta (kultura Maadí) tak byla nahrazena hornoegyptskou nakádskou kulturou. Do tohoto období spadá vláda 0. dynastie egyptských králů.
Na začátku tohoto období došlo pravděpodobně k prvnímu částečnému sjednocení Horního Egypta. Na nalezišti Nakáda bylo zjištěno zchudnutí pohřební výbavy a tato osada se v této době stala politicky bezvýznamnou.
Konec období je spojen se sjednocením Horního a Dolního Egypta v jeden státní celek za vlády faraonů 0. dynastie.
- Hroby

V Abydu byla z období 3200 př. n. l. nalezena hrobka U-j z 12 místnostmi v níž bylo nalezeno množství předmětů ze slonoviny a kostí, keramika a nádoby dovezené z Palestiny. Z této hrobky pochází 150 malých destiček, na kterých jsou vyryty znaky považované za předchůdce hieroglyfů. Německý archeolog Günter Dreyer se domnívá, že se jedná o hrobku panovníka (snad Štíra), který pravděpodobně vládl v 31. stol. př. n. l. .
- Keramika

Vyráběná keramika nebyla nijak zdobena. Měla tvar hrnců s olivově hnědou barvou. V bohatých hrobech ale byly také nalezeny vysoké nádoby válcovitého tvaru s dekorativními držadly. Ty však byly používány jako vázy, místo nádob vyráběných v předchozí době z kamene.
- Další výrobky

V Hierakonpoli byly nalezeny předměty zdobené výjevy pravděpodobně související se sjednocením Horního a Dolního Egypta. Jsou to: palice krále Štíra, palice a paleta krále Narmera. Výzdoba na nich znázorňuje válečné zajatce a mrtvé nepřátele. V místě delty Nilu však nebyly dosud nalezeny žádné stopy po násilném sjednocení.
- 0. dynastie

Do této dynastie zařadil Werner Kaiser panovníky se jmény Iri-Hor, Ka, Narmer. Narmer se také zařazuje do 1. dynastie.
Jméno Iri-Hor bylo nalezeno v hrobce v Abydu, jméno krále Ka pochází také z abydské hrobky, ale bylo též objeveno na severu Egypta v lokalitě Tell Ibrahím Avad a v Izraeli na nalezišti Lod. Můžeme proto usuzovat, že král Ka měl velký mocenský rozsah.
Avšak pouze u Narmera existují důkazy, že vládl sjednocenému Egyptu. Dokládají to bílá a červená koruna znázorněná na Narmerově paletě. Protože neznáme jeho nisut-bitej, bývá ztotožňován s legendárním faraonem Menim, který podle Manetha Egypt sjednotil.
Někdy je do této dynastie zařazován král Štír (Serek), jehož jméno vepsané do serechu nalezeno na severu Egypta, ve východní části nilské delty v lokalitě Minšat Abú Omar. Také mu je přisuzována hrobka U-j nacházející se na pohřebišti v Abydu.